# أحمد هشام (لاعب كرة قدم)
أحمد هشام عبد المنعم هو لاعب كرة قدم أردني من أصل فلسطيني يلعب لنادي سحاب. وهو أحد أبناء نجم كرة القدم الأردني السابق هشام عبد المنعم.

## مسيرته الدولية
استُدعي أحمد للعب في بطولة كأس ملك تايلند الدولية، وشارك لأول مرة ضد الإمارات العربية المتحدة في بانكوك في 3 يونيو 2016، وانتهت المباراة 3–1 لصالح الأردن.

## الإحصائيات

### دوليا
اعتبارًا من 15 نوفمبر 2016.
| منتخب الأردن الوطني | منتخب الأردن الوطني | منتخب الأردن الوطني |
| السنة               | الظهور              | الأهداف             |
| ------------------- | ------------------- | ------------------- |
| 2016                | 1                   | 0                   |
| المجموع             | 1                   | 0                   |

### الأهداف الدولية

#### منتخب الأردن تحت 23
| #  | التاريخ        | المكان                          | الخصم | الهدف | النتيجة | المنافسة                                        |
| -- | -------------- | ------------------------------- | ----- | ----- | ------- | ----------------------------------------------- |
| 1. | 30 سبتمبر 2015 | استاد عبد الله بن خليفة، الدوحة | اليمن | 2–0   | 3–1     | بطولة اتحاد غرب آسيا لكرة القدم تحت 23 سنة 2015 |
| 2. | 30 سبتمبر 2015 | استاد عبد الله بن خليفة، الدوحة | اليمن | 3–0   | 3–1     | بطولة اتحاد غرب آسيا لكرة القدم تحت 23 سنة 2015 |
| 3. | 3 أكتوبر 2015  | استاد عبد الله بن خليفة، الدوحة | قطر   | 2–1   | 2–1     | بطولة اتحاد غرب آسيا لكرة القدم تحت 23 سنة 2015 |